# Garcilaso de la Vega (költő)
Garcilaso de la Vega, (Toledo, 1501 körül – Nizza, 1536. október 14.) spanyol költő, a spanyol reneszánsz líra fő képviselője. Anyai ágon Fernán Pérez de Guzmán költő unokája.

## Életútja
Ősi nemesi családból származott, mely közel állt a királyi udvarhoz. Kitűnő nevelésben részesült, jól bánt a fegyverekkel, mozgalmas életet élt.
Már 18 éves korában királyi testőr volt és elnyerte V. Károly bizalmát.  Bár vitézül viselkedett a Paviai csatában és Bécs védelmében is, egy időre kegyvesztett lett. A Csallóközben töltötte büntetése egy részét, akkor született az a színes költeménye is, melyben az „isteni Dunát” említi (1531). Később a császár seregével több hadjáratban vett részt és bátran harcolt. Politikai küldetéseket teljesített Párizsban; elkísérte Alba herceget Bécsbe és testvérét, Pedro de Toledo-t Nápolyba az ottani alkirályhoz; titkos megbízatással utazott Milánóba és Génuába. Provence-ban egy vár ostrománál halálos fejsebet kapott, Francisco de Borja fogta fel estében. Három héttel később Nizzában meghalt. Kedves emberének elvesztéséért V. Károly kardélre hányatta az 50 főnyi őrséget. Korai halálát a korabeli spanyol történetírók kiemelkedő eseményként említik.

## Költészete
Csekély számú költői öröksége: 38 szonett Petrarca modorában, néhány ekloga és elégia, 3 vagy 5 nagy bukolikus elbeszélő költemény és további néhány vers. Érzelmes, emelkedett stílus jellemzi, szelíd hang és kedvesség érződik költeményeiből. Kora „a spanyol költők fejedelme” címmel tüntette ki.
Barátjával, Juan Boscán katalán költővel együtt meghonosította Spanyolországban az itáliai költői iskolát, biztosította az olasz költői formák (szonett, canzone, stb.) bekerülését a spanyol költészetbe. A később felkapott versstrófát, a quintillast   (ötös versszak, a b a a b ) ő találta ki és vezette be a spanyol verselésbe. 
Eklogáiban a pásztori szerelem kínjairól énekel, vergiliusi hangulat ömlik el rajtuk. Legsikerültebb az első, a Salicio y Nemoroso című, melyet pártfogójának, Pedro de Toledo nápolyi alkirálynak és Alba herceg atyjának ajánlott. Múzsája a portugál Izabel Freyre volt, aki azonban érzelmeit nem viszonozta. 
Az itáliai reneszánsz szellemet és formát híven szolgálta. Ezt, valamint az édeskés modort fel is rótták ellenfelei, mások viszont az érzelmességet fő erényének tartották. A 16. század érzésvilágában az árkádiai (pásztori, bukolikus) szellem érvényesült, mely rá is hatott, eredeti módon szólaltatta meg Vergiliust, Jacopo Sannazarót. A modern költői ízléstől távol áll hosszú, körmondatos verselése, néhány szónokias fordulata, korának felfogása azonban igazolta ezt az irányt.
Tehetségét sok kiemelkedő spanyol költő méltatta. Lope de Vega az első (elsőrangú) spanyol lírikusnak tartotta, Cervantes gyakran idézi őt a Don Quijote-ban és azt mondja, hogy nincs riválisa. Dallamos versei széles körben elterjedtek, eklogáit spanyol színpadokon adták elő. Boscán özvegye tette közzé először férje munkáival együtt verseit 1543-ban. 